# Malenia aburiensis
Malenia aburiensis är en insektsart som först beskrevs av Frederick Arthur Godfrey Muir 1918.  Malenia aburiensis ingår i släktet Malenia och familjen Derbidae. Inga underarter finns listade i Catalogue of Life.